# Gianduja

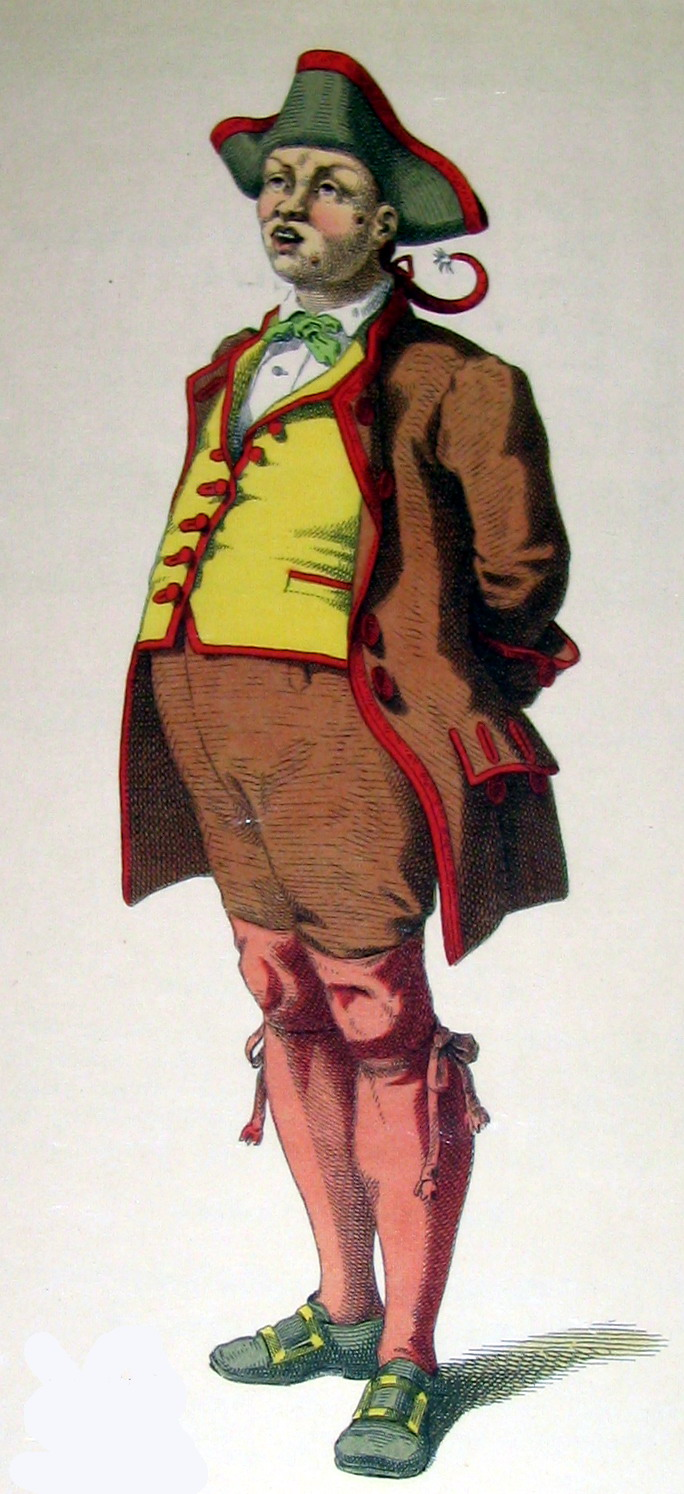
La maschera Gianduja

Gianduja (Giandoja in piemontese, IPA [ʤan'dʊja]) è una maschera popolare torinese, che la tradizione lega al territorio astigiano. Il suo nome sembra derivare dalla locuzione piemontese Gioann dla doja, ovvero Giovanni del boccale.
Gianduia è la maschera del Piemonte e nella tradizione carnevalesca si affianca a quelle di altre città, come Balanzone per Bologna, Pantalone per Venezia o Pulcinella per Napoli.

## Le vicende storiche
È nato all'inizio del XIX secolo dalla fantasia di due burattinai torinesi, Giovanni Battista Sales e Gioachino Bellone, forse allievi di Gioanin ëd j'Usèj (Giovannino degli Uccelli), burattinaio all'epoca famoso. La tradizione ha voluto che il suo vero nome fosse Umberto Biancamano, come il primo conte di Savoia; in realtà, nessun documento storico riferisce i suoi veri dati anagrafici. Sales e Bellone, come gli artisti dell'epoca, erano soliti girare in tournée. Erano spesso in Liguria portando in scena le avventure di Giròni (in italiano, Gerolamo). Il doge di Genova si chiamava in quegli anni Gerolamo Durazzo e i genovesi lo identificarono nel burattino Giròni, che ne ridicolizzava il nome.
Si suppone che, a questo punto, la polizia li arrestò o li convinse a cambiare nome al burattino. Come hanno fatto notare studi accurati sui marionettisti e sui burattinai nella storia italiana, la reclusione era un pericolo concreto, un possibile rischio per tutti gli artisti dell'epoca, quasi un luogo comune. Nel caso di Sales e Bellone, l'accusa potrebbe essere stata l'ingiuria nei confronti del doge. I due artisti cambiarono dunque il nome del loro burattino: dal 1804 era già chiamato sicuramente con il nome Gianduja, tanto che un breve articolo sulla Gazzetta Nazionale della Liguria del 4 marzo 1804 già testimonia l'esistenza in Genova di un teatro nel quale venivano allestiti gli spettacoli di Gianduja piemontese.
Sales e Bellone si stabilirono a Torino, nel teatrino di San Rocco, che fu con il tempo ribattezzato Teatro Gianduja. Sales inaugurò successivamente il circo che portò il suo nome, ma travagliato dai problemi economici morì in miseria. Bellone si era nel frattempo ritirato dalle scene. Gianduja divenne così protagonista di nuovi spettacoli di altre compagnie, in particolar modo quella dei marionettisti ferraresi Lupi. Specialmente grazie alle recenti ricerche di Alfonso Cipolla e di Giovanni Moretti, autori di un'ampia bibliografia sulla storia delle marionette, è stato possibile riscoprire l'importanza dei Lupi nella Torino risorgimentale. La loro abilità artistica affascinò anche autori del calibro di Edmondo De Amicis. Successivamente, i Lupi legarono il loro nome al teatro d'Angennes, nel quale si trasferirono nel 1884, che fu dopo pochi anni ribattezzato Teatro Gianduja.
Gianduja fu anche l'anima dei carnevali storici torinesi, specialmente di quelli del periodo risorgimentale. Dal 1860, a Gianduja fu associata una "spalla": il Bogo. Si trattava di un bamboccio di budella, nume tutelare del Circolo degli Artisti di Torino, che divenne celebre nell'allora capitale del regno dopo la rappresentazione del Robinson Crusoè, spettacolo in lingua piemontese nel quale esso compariva come parodia di una divinità pagana.

## La tradizione popolare di Callianetto
Attorno a Gianduja sorse però una fiorente leggenda popolare, che lega ancora oggi il personaggio a Callianetto, in provincia di Asti. Secondo questa tradizione, che ha un certo risalto nel folklore locale, a Genova, dopo l'intervento della polizia, le marionette furono bruciate con la baracca e Sales e Bellone furono espulsi dalla città e accusati di lesa maestà. Prima di andarsene si fecero intagliare nuovi burattini dal celebre scultore Pittaluga, e coi novelli personaggi i due tornarono a Torino ed impiantarono un teatrino nel cortile dell'Albergo del Pastore, in via Dora Grossa, oggi via Garibaldi.
Si dice che qui presentarono “La storia di Artabano 1°, ossia il Tiranno del Mondo, con Gerolamo suo confidente e re per combinazione”. Si scatenò il finimondo: le battute erano spassose, ma il reverendo Baudissone, deputato a controllare le licenziosità della città, le interpretò come gravi offese al fratello di Napoleone, che, come il doge di Genova, si chiamava pure lui Gerolamo. I due poveri burattinai furono nuovamente denunciati per lesa maestà ed esiliati. 
Raggiunsero Asti e chiesero aiuto alla famiglia De Rolandis di Castell'Alfero, ancora fortemente provata per la morte di Giovanni Battista De Rolandis che a Bologna, con Luigi Zamboni, aveva cercato di sollevare la città distribuendo coccarde tricolore, simbolo di una nuova Italia. Bellone e Sales furono ospitati e nascosti a Callianetto, piccola frazione di Castell'Alfero, in un cascinale isolato, dell'allora medico Alessandro Giuseppe De Rolandis, fratello del defunto Giovanni Battista. La fattoria era in una folta selva che ancora oggi si chiama bòsch dël medich (la foresta del medico). Questa casa - divenuta poi proprietà del comune di Castell'Alfero - detta 'l Ciabòt ëd Giandoja - è sede di interessanti attività turistiche.
Qui i due avrebbero scritto un nuovo canovaccio e cambiato il pericoloso nome di Giròni in Giandoja e mutarono anche il suo linguaggio che riassunse il carattere del popolo piemontese, alquanto conservatore (da un'interpretazione letterale di bogianen, ovvero immobile), ma di ottimo umore, fedele al dovere e alla parola data. Non più battute in libertà, come recitava "Gioanin dij'Osej", ma una chiara critica politica, per portare avanti l'idea del Risorgimento e dell'Unità d'Italia anche attraverso il teatrino dei burattini. Il nuovo Gianduja aveva un viso rubicondo e la parrucca col codino volto all'insù, vestito con un giubbetto color marrone orlato di rosso, panciotto giallo, calzoni verdi e corti fino al ginocchio, calze rosse e scarpe basse con fibbia d'ottone. Era la fine del 1807. Sul tricorno era ben visibile la coccarda tricolore, la stessa conservata oggi nel museo dell'Università di Bologna, la medesima che a Reggio Emilia e a Modena era stata applaudita nel 1797 come vessillo della nuova Italia

## Il burattino patriota
Gianduia da allora è rimasto sulle scene con quel suo fare sornione, col boccale pieno di vino, il volto rubicondo, il sorriso benevolo. Attraverso la penna del caricaturista Casimiro Teja e di tanti altri, gli scritti di Angelo Brofferio, Gec (Enrico Gianeri), Fulberto Alarni, e con l'avvento dei giornali satirici L'Aso (l'asino), Il Fischietto, L'Armonia, Il Bastone, Il Soldo, Il Pasquino, 'l Caval d' Brons, i supplementi della Gazzetta del Popolo, le edizioni della Famija turinèisa, Gianduia stimolò realmente le decisioni del Parlamento Subalpino, mettendosi in continua contrapposizione con personaggi del calibro di Cavour, Mazzini e d'Azeglio. La sua gloriosa storia richiamò fortemente l'evoluzione della Penisola, e un continuo incitamento per gli italiani all'unità nazionale, tutti partecipi ad una medesima patria.

## Etimologia
Molti autori hanno cercato di dare un significato al nome “Gianduia”. Tra le ipotesi più attendibili: Giandoja come contrazione di Gioanin dla doja (doja è il recipiente per il vino in lingua piemontese). In passato qualcuno avanzò anche l'ipotesi che si trattasse di una contrazione di Gens de la joie. È stato anche suggerito che il suo nome si possa collegare alla tradizione degli Zanni tramite un francese Jean Andouille (Zan Salsiccia). Un ulteriore motivo di riflessione è legato allo stranòm (soprannome, in piemontese) di Giovanni Battista Sales: infatti, da riferimenti giornalistici di inizio Ottocento si potrebbe supporre che così fosse soprannominato proprio Giovanni Battista Sales. Sembra invece impossibile che si tratti di un gentile atto di riguardo di Sales verso l'amico Bellone, il quale si diceva un tempo essere originario di Oja, frazione di Racconigi: Bellone, infatti, era nativo di Torino.

## Caratteristiche
Molti sono stati i personaggi che hanno indossato i panni di Gianduja nel periodo di carnevale simulando nella quotidianità la tradizione folcloristica. Allegro e godereccio, incarna lo stereotipo piemontese del "galantuomo" coraggioso, assennato, incline al bene e fedele alla sua inseparabile compagna Giacometta, che lo affianca nei balli ricchi di coreografia, ma soprattutto nelle opere di carità e di partecipazione.
Nella settimana che precede l'inizio della Quaresima, Gianduja visita ospizi, ricoveri, ospedali per bambini, distribuendo le tipiche caramelle rotonde e piatte, avvolte in un cartoccio esagonale, con impresso il suo profilo mai disgiunto dal tricorno delle armate piemontesi ottocentesche alle quali si deve l'Unità del Paese.
In piazza Castello, in occasione dei festeggiamenti del patrono di Torino (la sera del Farò di san Giovanni), la maschera sfila insieme al popolo. Essa è stata interpretata dal 1964 al 2015 dal presidente della Associassion Piemonteisa, Andrea Flamini.

## Ispirazioni
Dal suo nome deriva quello della cioccolata di tipo gianduia e del relativo cioccolatino gianduiotto con la quale è confezionato, entrambi specialità torinesi. I cioccolatini venivano distribuiti dalla maschera durante il carnevale, festa in cui venivano altresì lanciate tra la folla le caramelle di Gianduja, a forma di cialda e incartate in caratteristici involucri esagonali.